# Puig Dijous
El Puig Dijous és una muntanya de 300 metres que es troba al municipi de la Selva de Mar, a la comarca catalana de l'Alt Empordà.